# Суханов, Павел Михайлович
Па́вел Миха́йлович Суха́нов (22 сентября 1911 — 1 января 1974, Ленинград) — советский актёр театра и кино, режиссёр Ленинградского театра комедии. Заслуженный артист Таджикской ССР (1943), Народный артист РСФСР (1964).

## Биография
Родился 22 сентября 1911 года.
В 1931 году окончил Художественный политехникум в Ленинграде и пять лет был актёром Большого драматического театра имени М. Горького.
С 1936 года — актёр и режиссёр Ленинградского театра комедии.
С 1936 года до последнего года жизни снимался в кино, в основном в фильмах киностудии «Ленфильм».
В 1943 году получил звание заслуженного артиста Таджикистана, поскольку театр в эвакуации работал в этой республике. В 1964 году удостоен почётного звания Народного артиста РСФСР.
Умер в Ленинграде 1 января 1974 года. Урна с прахом была захоронена на территории Крематория, позже перенесена в семейное захоронение на Волковское лютеранское кладбище.

## Театральные работы
- «Двенадцатая ночь» — Эндрью Эгьючик
- «Собака на сене» — Тристан
- «Софья Ковалевская» — Пигалкин
- «Тень» — людоед Пьетро
- «Дракон» — бургомистр

## Фильмография
- 1935 — Подруги — белогвардеец
- 1938 — Новая Москва — Федя
- 1938 — Человек с ружьём — пленный
- 1939 — Аринка — Костя
- 1940 — Возвращение — милиционер (в титрах не указан)
- 1941 — Боевой киносборник № 2
- 1942 — Железный ангел —  разведчик
- 1942 — Лесные братья
- 1942 — Смерть бати
- 1942 — Швейк готовится к бою
- 1943 — Март-апрель
- 1943 — Новые похождения Швейка
- 1944 — Человек № 217 — Рудольф Пешке
- 1944 — Поединок — эпизод (в титрах не указан)
- 1945 — Пятнадцатилетний капитан — кузен Бенедикт
- 1954 — Укротительница тигров — директор цирка
- 1956 — Медовый месяц — Иван Терентьевич
- 1956 — Софья Ковалевская
- 1957 — Рассказы о Ленине
- 1958 — Шофёр поневоле — Свистунов
- 1960 — Кроткая — купец
- 1961 — Пёстрые рассказы (телеспектакль)
- 1963 — Первый троллейбус — пассажир троллейбуса (с животом)
- 1964 — День счастья — бывший муж сестры Берёзкина
- 1965 — Большая кошачья сказка (телеспектакль) — судья
- 1965 — На завтрашней улице — рабочий на стройке электростанции
- 1965 — Сегодня — новый аттракцион — Смирнов (Донатти) Виктор Эдуардович
- 1966 — Три толстяка — придворный Толстяков
- 1966 — Два билета на дневной сеанс — экскурсант в храме
- 1966 — Чёрт с портфелем — художник
- 1974 — Царевич Проша — главный командующий